# سونات پیانو شماره ۱۱ (موزارت)
سونات پیانو شماره ۱۱ یک سونات پیانو از ولفگانگ آمادئوس موتسارت در سه موومان در مایه‌نمای لا ماژور است. این سونات در سال ۱۷۸۴ همراه با سونات شماره ۱۰ و سونات شماره ۱۲ منتشر شد.
موومان سوم آن که همچنین با نام مارش ترکی شناخته می‌شود، یکی از معروفترین قطعه‌های پیانو است.